# Xylotrechus affinis
Xylotrechus affinis là một loài bọ cánh cứng trong họ Cerambycidae.